# Раффаеле Серджіо
Раффаеле Серджіо (італ. Raffaele Sergio, нар. 27 серпня 1966, Кава-де'-Тіррені, Італія) — колишній італійський футболіст, що грав на позиції захисника. По завершенні ігрової кар'єри — тренер. Володар Кубка Італії.
Виступав, зокрема, за клуби «Лаціо», «Торіно» та «Наполі».

## Клубна кар'єра
Вихованець футбольної школи клубу «Кавезе». Дорослу футбольну кар'єру розпочав 1984 року в основній команді того ж клубу, в якій провів один сезон, взявши участь лише у 4 матчах чемпіонату.
Згодом з 1985 по 1989 рік грав у складі команд клубів «Беневенто» та «Мантова».
Своєю грою за останню команду привернув увагу представників тренерського штабу клубу «Лаціо», до складу якого приєднався 1989 року. Відіграв за «біло-блакитних» наступні три сезони своєї ігрової кар'єри. Більшість часу, проведеного у складі «Лаціо», був основним гравцем захисту команди.
1992 року уклав контракт з клубом «Торіно», у складі якого провів наступні два роки своєї кар'єри гравця. Граючи у складі «Торіно» також здебільшого виходив на поле в основному складі команди. За цей час виборов титул володаря Кубка Італії.
Протягом 1994—1997 років захищав кольори клубів «Анкона» та «Удінезе».
З 1997 року два сезони захищав кольори команди клубу «Наполі». Протягом 1999—2000 років знову захищав кольори команди клубу «Беневенто».
Завершив професійну ігрову кар'єру у клубі «Кавезе», у складі якого вже виступав раніше. Прийшов до команди 2000 року, захищав її кольори до припинення виступів на професійному рівні 2001 року.

## Виступи за збірну
1991 року викликався до лав національної збірної Італії, проте у національній команді в офіційних матчах так й не дебютував.

## Кар'єра тренера
Розпочав тренерську кар'єру, повернувшись до футболу після невеликої перерви, 2005 року, очоливши тренерський штаб клубу «Беневенто».
Надалі очолював команди клубів «Кампобассо», «Ночеріна», «Аверса Норманна» та «Вітербезе».
Наразі останнім місцем тренерської роботи був клуб «Террачина», головним тренером команди якого Раффаеле Серджіо був з 2014 по 2015 рік.

## Досягнення

### Як гравця
- Володар Кубка Італії:

«Торіно»: 1992-93